# 大久保海太
大久保 海太（おおくぼ かいた、1977年6月6日 - ）は日本のロック歌手で、男性シンガーソングライター。

## 来歴・人物

### デビュー以前
1977年6月6日に出生、東京で育つ。幼稚園の頃からサッカーを始め、小学校の卒業文集には「日本代表になって世界大会かワールドカップに出たい」と書いたほどであったが、中学校2年生（15歳）の時に親類からギターをもらい手にしてからは、徐々に音楽へと気持ちが傾いていった。高校時代にはアマチュア・バンドを結成。高校卒業後はさまざまなグループへの参加・解散・脱退を繰り返すが、ある時次なるグループが見つからず、独りで自作した楽曲のデモテープをアンティノス・レコード主催のオーディションに応募したところ、合格する。同レコード会社より、ソロ・シンガーソングライターとしてのスタートを切った。

### メジャー・デビュー
1999年、CDデビュー前となる3月26日に下北沢ガレージにて初のワンマン・ライブ「大久保海太LIVE'99 〜寒い所に行きたかった〜」を開催。同年4月21日にはアンティノス・レコードより、シングル「パンチ」（ARCJ-98）でCDデビューを果たした。その後畳み掛けるように、6月19日に2枚目のシングル「ヴィデオ」（ARCJ-103）を、7月20日の海の日に初のスタジオ・アルバム『リン』（ARCJ-104）を発表した。また、ライブ活動も行っており、のちに恒例となる通称「海の日ワンマン・ライブ」の前身となる「アドレナリン ジェット」が渋谷CLUB QUATTROで行われた。続けて、同年9月6日・7日・9日・14日には初の全国ツアー「ハイジェットエリア・リン」を開催した。
2000年、3月22日の横浜CLUB24公演を皮切りに、4月16日の日比谷野外音楽堂公演まで全国9か所でイベント・ツアー「ツアータンバリン 〜基礎練」を、7月1日からは「ヒトリOKUBO★ピン」ツアーを全国23か所でそれぞれ開催。「ヒトリOKUBO★ピン」開始直後の7月5日には、TBS系テレビアニメ『未来少年コナンII タイガアドベンチャー』のエンディング・テーマとなった「僕等の心臓」（ARCJ-117）を含む2枚目のスタジオ・アルバム『ギン』（ARCJ-144）を発表し、9月13日・14日・16日・22日には2度目の全国ツアー「チームOKUBO★ギン」を開催した。
2001年、夏・海と季節感を前面に押し出したコンセプト・アルバム『ROCK MARINE』（ARCJ-183）を6月27日に発表。その後程なく恒例の海の日ワンマン・ライブと、7月26日・27日・29日に全国ツアーを開催した。9月28日には、企画から大久保自身が立ちあげた「オオカミが来た」という名称のライブも行っている。

### インディーズ・バンド時代
2002年、新たな試みとして三人組のロックバンド「OKBQT VERY LIFE」（オオクボカイタ・ベリー・ライフ）を結成し、9月10日に同名義でシングル「DIVE」（BBEE-00001）を発表。程なくアンティノス・レコードを自主退社し、インディーズに活動の場を移した。
2003年、元DOG HAIR DRESSERSの太田成義・太田朝子、中村優規らと四人組のバンド「ELEC」（エレック）を結成し、7月21日に同名義でミニ・アルバム『HEAVY TRAFFIC』（DRM-1001）を発表。インディーズへ移行した2000年代上期はソロでなく、バンドを主とした音楽活動を行った。

### ソロ第2期
2005年、この時期から再び大久保海太としてソロ活動を開始した。アンティノス・レコード所属時はアーティスト名の英語表記を「Quita」で統一していたが、再始動以降はローマ字書きそのままの「Kaita」としている。6月には247Musicの新レーベル「LIFE SIZE LABEL」から、およそ4年ぶりとなるソロ名義のスタジオ・アルバム『フィン』（DECD-0006）を発表し、7月には海の日ワンマン・ライブ "イン・フィン" を開催。11月には、2001年秋のイベント・ライブ「オオカミが来た」の続編となる「下北沢CLUB251 12th anniversary 〜オオカミが来た vol.2」が4年ぶりに開催された。尚、同イベント・ライブは2006年11月26日にも「オオカミが来た 〜最終回」のタイトルで行われている。
2006年から2007年にいくつかのコンピレーション・アルバムへ参加したのち（#主な参加作品参照）、2008年8月8日にミニ・アルバム『LIFE』（LSL-14）を発表。同年7月21日に下北沢CLUB251で行われた通算10回目となる海の日ワンマン・ライブでは、新作アルバム収録曲のほか、新旧織り交ぜたセットリストとなった。また、同時に歌手デビュー10周年を迎えたこともあり、精力的にライブ活動を実施する。

### CORONA sessions結成
2011年3月よりソロ活動を縮小し、村井栄介とのアコースティック・コンビバンド「CORONA sessions」（コロナ・セッションズ）をメインとした活動を開始した。同年中にアップライト・ベースの右田泰孝とパーカッションの前田仁が、2012年にはパーカッション及びサクソフォーンの西澤寿実が新たに加入し、五人編成となった。

## エピソード
- 杉並区・世田谷区近辺で少年時代を過ごしており、現在も下北沢周辺を生活基盤としている。ブログにおいても、地元への愛着心を窺わせる書き込みが多く見られる。
- 金髪姿の歌手デビュー間もない頃、1971年に尾崎紀世彦が歌った「また逢う日まで」（第13回日本レコード大賞受賞曲）をカバーしたことがあった[8]。
- 読売新聞夕刊（2000年6月29日発行）掲載のインタビューでは、「（ソロ歌手になったが）今でも、バンドを結成したいと思っています（笑）」と語った。実際、ソロ活動と平行して度々ロック・バンドを結成している。
- 3枚目のスタジオ・アルバム『ROCK MARINE』を発売した頃まで、「Okubo Walker」という名称のフリーペーパーが配布されていた。
- 『リン』『ギン』『ロック・マリン』『フィン』と韻を踏んだアルバム名が続いていたが、2008年のアルバム名は『ライフ』となった。
- アンティノス・レコードと仮契約締結後の楽曲制作期間中に書いた「十年後のオオクボ」宛の手紙が存在しており、開封した2011年3月に大久保海太のブログ「海の素」上で公開された。
- 2023年7月17日、90年代の邦楽アーティストに特化した配信・サブスク化プロジェクト“DISCOVER the 90's”の第23弾ラインナップとして大久保海太のサブスク配信がスタートした[9]。

## ディスコグラフィ

### シングル
| タイトル            | 収録曲                                  | 発売日         | 規格品番 |
| パンチ              | 01.パンチ 02.NEW LIFE                   | 1999年4月21日  | ARCJ-98  |
| ヴィデオ            | 01.ヴィデオ 02.黒髪                     | 1999年6月19日  | ARCJ-103 |
| 僕等の心臓/カナリヤ | 01.僕等の心臓 02.カナリヤ               | 1999年11月20日 | ARCJ-117 |
| スウェイ            | 01.スウェイ 02.NECKLACE                 | 2000年4月5日   | ARCJ-135 |
| 旅立ちジェット      | 01.旅立ちジェット 02.セキララ           | 2000年6月7日   | ARCJ-138 |
| 夏は、いつ          | 01.夏は、いつ 02.夏草 03.Rockaway Beach | 2001年5月23日  | ARCJ-177 |
| 1．0                | 01.昼も夜も 02.アジサイ                 | 2008年4月18日  | -        |

### アルバム
| タイトル    | 発売日        | 規格品番  | 備考                                                           |
| リン        | 1999年7月20日 | ARCJ-104  | 初回盤は紙ジャケット                                           |
| ギン        | 2000年7月5日  | ARCJ-144  | CD EXTRA仕様                                                   |
| ROCK MARINE | 2001年6月27日 | ARCJ-183  | 初回盤は2inプラケース仕様                                      |
| フィン      | 2005年6月8日  | DECD-0006 |                                                                |
| LIFE        | 2008年8月8日  | LSL-14    |                                                                |
| mellow      | 2009年7月20日 | LSL-0016  |                                                                |
| ANTHOLOGY 1 | 2016年8月3日  | OBR066    | 再録盤 1. 僕等の心臓 2. 青空の夜 3. ヴィデオ 4. 黒髪 5. 飛行場 |

### 映像作品
| タイトル   | 発売日        | 規格品番 | 備考                             |
| タンバリン | 2000年3月23日 | ARVJ-40  | ミュージック・ビデオ4曲+特典映像 |

### 主な参加作品
| タイトル                                           | 名義            | 発売日         | 規格品番   |
| DIVE                                               | OKBQT VERY LIFE | 2002年9月10日  | BBEE-00001 |
| HEAVY TRAFFIC                                      | ELEC            | 2003年7月21日  | DRM-1001   |
| mF247.jp〜GOOD VIBE IF YOU WANT IT! <ROCK> VOL.2〜 | Various Artists | 2006年6月16日  | MFDS-0002  |
| 251 LIVE RALLY4                                    | Various Artists | 2007年11月14日 | TRM-008    |

- mF247.jp 〜GOOD VIBE IF YOU WANT IT! <ROCK> VOL.2〜 - 「笑いたい」を収録。
- 251 LIVE RALLY4 - 「桜のうた」「目に見えないもの」の2曲を収録。

## ラジオ
- アーティストパラダイス「大久保海太の旅立ちジェット」 - bayfm
- UP's 第2部 POP JUNGLE 大久保海太ベイベー - TBSラジオ
- MUSIC VOICE「大久保海太のミュージック・ボ・カイタ」 - CROSS FM
- music club on line 「旅立ちジェッティ」 - so-net（インターネットラジオ）